# Amata quinquemacula
Amata quinquemacula är en fjärilsart som beskrevs av Krüger 1919. Amata quinquemacula ingår i släktet Amata och familjen björnspinnare. Inga underarter finns listade i Catalogue of Life.